# Yacopí
Yacopí es un municipio colombiano del departamento de Cundinamarca, ubicado en la provincia de Rionegro, a 177 km al noroccidente de Bogotá.

## Toponimia

### Origen lingüístico[3]
- Familia lingüística: Caribe
- Lengua: Muzo

### Significado
Según Castillo Mathieu, en el idioma muzo yaco o yacu significaba "candela" y pi "poblado". Según otras versiones, el topónimo «Yacopí» en la lengua de los muzos, quiere decir «árbol duro», y se decía Yacupipizote conforme a la pronunciación aborigen. Otras aproximaciones la pronuncian yacupí.

### Origen / Motivación
El municipio tomó su nombre de los habitantes de la región, denominados Yacopí o Yacupí, pertenecientes a la familia Colima, encontrados durante la época de la Conquista.

### Nombres históricos
- Carmen de Yacopí (1890)
- San Antonio de Yacopí (1958)

## Historia
Antes de la conquista española, la región estaba habitada por los indígenas Muzos o Tapases.
El primer pueblo de Yacopí vino a fundarse hacia 1666, según se desprende de la petición del franciscano Fray José de Quesada del 6 de abril de ese año. En julio de 1742 el pueblo se extinguió por ruina de la iglesia y falta de religiosos. Por Resolución del 15 de septiembre de 1843 del Gobernador, aprobado por Decreto Nacional de 6 de octubre se restableció Yacopí y se suprimió el distrito de Murca, perteneciente a Mariquita. Por Ley del 14 de mayo de 1857 del Congreso de la Nueva Granada, Yacopí se incorporó a la jurisdicción de Bogotá. 
Hasta mediados del siglo XIX era un rancherío. La Constitución del Estado Soberano de Cundinamarca de 1857 le dio categoría de aldea y la incluyó en el Departamento de Guaduas, con una población de 1.777 habitantes. El 3 de diciembre de 1873 se registraron 379 indígenas y 752 mestizos. Por Ley 18 de diciembre de 15 de 1879 dejó de existir Yacopí y lo confirmó la Ley N.º 21 del 11 de diciembre de 1880. En 1885 el poblado fue arrasado por la revolución de ese año. En 1890 el cura Darío Latorre fundó un pueblo con el nombre de Carmen de Yacopí, cuya área de población cedieron Marcos Real y Antonio Ortíz y los constructores de varias casas fueron Eustasio Escobar y Francisco Useche. La Ordenanza 19 del 3 de julio de 1984 restablece el municipio de Yacopí en el caserío de Carmen de Yacopí correspondiente al vecindario de La Palma; el acta de restablecimiento se firmó el 28 de julio de 1898, pero fue arrasado en la Guerra de los Mil Días. A comienzos del siglo XX el cura Latorre lo fundó de nuevo en otro lugar. El 2 de diciembre de 1952 el pueblo fue bombardeado por aviones del ejército, quedando totalmente arrasado, sus gentes huyeron a Bogotá y otras ciudades.

## Geografía

### Descripción física
El municipio de Yacopí se encuentra ubicado en el sector norte del departamento de Cundinamarca y dista de la capital de la república 160 kilómetros; transitando por la vía que atraviesa Chía, Cajicá, Zipaquirá, Pacho y La Palma hasta llegar a Yacopí. La vía se encuentra pavimentada por tramos, la cantidad de kilómetros de vía que falta por pavimento y obras de arte son 51 kilómetros, este tramo es significativo ya que dificulta el transporte de productos de la región y aumenta ostensiblemente los fletes que en la actualidad se cobran por llevar mercancías y productos agrícolas a la capital. Esta situación disminuye la rentabilidad de la producción agrícola, provocando en muchos casos la deserción y el abandono de las tierras por parte de los campesinos, que se ven abocados a buscar fuentes laborales en la ciudad, lo que repercute en un aumento del desempleo.
Extensión total
Es el municipio de mayor extensión en el departamento y la provincia de Rionegro, con 109.478,35 hectáreas, de las cuales 31.35 corresponden a la parte urbana y las 109.447 restantes corresponden a la parte rural. El área municipal se ubica entre los 200 y los 2000 m s. n. m.
Temperatura media: 22 °C

### Límites municipales
| Noroeste: Puerto Boyacá ( Boyacá) | Norte: Puerto Boyacá ( Boyacá) (Río Guaguaquí) | Nordeste: Otanche ( Boyacá)          |
| Oeste: Puerto Salgar (Río Negro)  |                                                | Este: Quípama, La Victoria ( Boyacá) |
| Suroeste: Puerto Salgar           | Sur: La Palma y Topaipí                        | Sureste: Paime                       |

## División político-administrativa
Aparte de su cabecera municipal. Tiene constituido un corregimiento: Ibama. 
Los demás centros poblados no hace parte de ningún otro corregimiento o no se ha definido si pertenece al corregimiento de Ibama:
- Aposentos
- El Castillo
- Guadualito
- Llano Mateo
- Patevaca
- Terán

#### Veredas
El municipio tiene constituido las siguientes veredas: Alsacia, Cabo Verde, Alto de Cañas, Chapón, Guayabales, Pueblo Nuevo.

## Economía

### Agricultura
Los principales cultivos que se explotan en el municipio son: café, caña panelera, cacao, arazá, hortalizas, frutales (naranja, mandarina, guayaba), maíz, plátano y yuca.
Cultivos permanentes
- Caña panelera: El 60% de los predios del municipio explotan este sistema de producción en lotes entre ½ y 3 Ha cultivadas en forma tradicional. La producción de miel y panela se utiliza para el autoconsumo, los pocos excedentes son comercializados en las inspecciones y cabecera municipal.

- Cacao: Ocupa el segundo renglón de producción en el municipio, a pesar de que en los últimos años este cultivo ha sido atacado por la escoba de bruja, monilliasis y phytophthora entre otras, haciendo que su producción baje a 500 kg por Ha, a pesar de esto, el municipio continúa siendo uno de los principales productores de cacao en el departamento.

El único programa vigente a la fecha, es el convenio con Fedecacao que se está terminando de ejecutar y otro que se va a firmar este año, para la siembra de 20-30 hectáreas por año.
- Café: El cultivo de mayor importancia económica en el municipio, a pesar de las plagas y enfermedades (broca y roya), las cuales elevan los costos de producción. Últimamente el Comité de Cafeteros ha centralizado y fortalecido sus actividades en torno a las zonas óptimas, incrementando zonas de renovación y áreas nuevas esperándose una gran producción a partir del año 2002. La producción actual esta en 6 cargas de café pergamino por Ha, la mayoría de caficultores utiliza como sombrío plátano, cítricos y maderables. El café es comercializado en la cabecera municipal; el primer comprador es la Cooperativa de Rionegro con un 70% y en segundo lugar los compradores particulares. Yacopí es el cuarto productor de café del departamento.

- Plátano: Se cultiva generalmente intercalado con el café y el cacao, o en pequeñas áreas, más con destino al autoconsumo y el poco excedente se comercializa o bien en la cabecera municipal o en las inspecciones.

- Banano bocadillo o pindingo: Se encuentra cultivado en forma artesanal, o sea, dos a tres plantas por finca, para el consumo familiar. Sin embargo, se está perdiendo la oportunidad de explotar esta especie en forma comercial, a pesar de tener el mercado y las condiciones edafoclimáticas óptimas en el municipio.

- Frutales: Los más importantes son la mandarina y la naranja. No existen cultivos tecnificados de cítricos, se encuentran dispersos en los demás cultivos y en los potreros, en la época de cosecha la mayor parte de la producción se pierde por bajos precios y la que se logra comercializar es la que se cultiva cerca de las vías de acceso la cual es comprada por intermediarios. Su producción total es de 1.680.000 kg al año.

- Arazá: La cadena de arazá, a pesar de no tener un apoyo mediante convenios o proyectos de cofinanciación, es una cadena que se ha logrado sostener con la iniciativa de los productores y un contrato firmado entre la Secretaría de Agricultura y el productor Gerardo Pinzón. Mediante este contrato, se fomentó la siembra de ocho mil plantas en el municipio. La UMATA ha reactivado este año, el proyecto de arazá con base en las potencialidades y fortalezas que tiene el municipio, como son: el número de productores involucrados (más de 50), la infraestructura de equipos del municipio, la rusticidad, alta producción y precocidad de los cultivos, su posibilidad de asocio con otros cultivos. Desde el punto de vista de comercialización, tiene muy buenas oportunidades por su excelente sabor y aroma agradable. Lo que se requiere son volúmenes grandes y constantes para su comercialización.

- Guadua: La guadua se distribuye en forma natural en la mayoría de las veredas del Municipio, especialmente en la parte alta (zona Cafetera). Esta especie tiene muchas cualidades, las cuales pueden ser aprovechadas desde varios puntos de vista:
  - Conservación de ecosistema: la especie es para la conservación de fuentes de agua, los suelos evitando su erosión y la fauna silvestre asociada, especialmente aves e insectos.
  - La guadua puede ser utilizada en forma comercial en la construcción. Así mismo puede ser transformada para la elaboración de artesanos y artículos de adorno, ebanistería en estos.

- Maíz: Es el cultivo de mayor importancia dentro de los cultivos transitorios con una producción de 875 kg por Ha al año. Se cultiva con un sistema tradicional (a chuzo) sembrando de 4 a 5 granos por sitio y una distancia de sitios de metro a metro, no se utilizan correctivos ni fertilizantes, la semilla se extrae de la cosecha anterior.

- Yuca: Este cultivo es explotado como monocultivo en pequeñas áreas y de manera constante, de acuerdo a las necesidades del autoconsumo, durante el último año se han presentado buenas expectativas de comercialización con destino al mercado de Bogotá, y una pequeña cantidad se comercializa en la plaza central en el casco urbano y en la inspecciones.

- Hortalizas: Este renglón se explota principalmente en las escuelas y las familias vinculadas a los convenios de Bienestar Familiar, Comité de Cafeteros y Gobernación de Cundinamarca. Las hortalizas más cultivadas son: tomate, cilantro, lechuga, acelga, cebolla larga, cebolla cabezona, habichuela, ají, apio, arveja, rábano, repollo, pimentón, pepino cohombro y fríjol.

#### Control de acopio, mercado y contribución a la economía
El principal comprador es la cooperativa de caficultores del Rionegro ubicada en el casco urbano, la cual compra café, maíz y cacao. También existen comerciantes en la cabecera municipal e inspecciones que comercializan la otra parte de la producción.

### Sector pecuario
Este sector está representado por ganadería bovina, caballar, mular, porcinos, aves y piscicultura,  básicamente.
- Bovinos: La población (cantidad de cabezas) estimada de bovinos es de 52.485[¿cuándo?], distribuidas así: 30.974 en ceba, 18.636 doble propósito, 2.875 en lechería especializada. Las razas predominantes son: cebú, mestizo, pardo suizo y criollo.

Los potreros están cultivados en su gran mayoría en pasto brachiaria, y en menor cantidad imperial, indio y yaragua, elefante, gigante y micay.
La tecnología pecuaria utilizada es de tipo extensivo con muy baja infraestructura como establo, corrales, pastos de corte y pica pastos.
Las inspecciones más ganaderas son: Patevaca, Guadualito, Guayabales, Terán, Llano Mateo, Yacopí Centro e Ibama.
- Equinos: Su población aproximada es la siguiente: caballos 3.600, mulares 2000 y asnos 100. Se utilizan fundamentalmente como medio de transporte de carga y como medio de trabajo.

- Porcinos: La población aproximada es de 5.400 animales, la raza predominante es el zungo, otras razas en menor número son el Landrase y Yorkshire y muy pocos ejemplares de Duroc Yérsey. El 80% de la población se cría a campo abierto sin ser tecnificada. La comercialización se realiza en las inspecciones, y en el casco urbano, en la plaza de ferias, donde traen en promedio 10 cerdos semanales.

- Avicultura: La población estimada es de 12.500 aves, su explotación es de tipo casero y básicamente se utiliza para el autoconsumo, muy poca cantidad se comercializa en pie en la plaza de mercado en el casco urbano.

- Piscicultura: Aunque cuenta con un gran potencial y disponibilidad de agua, no se explota en forma masiva. La falta de asistencia técnica y la infraestructura para adecuado manejo, hacen que este sector no sea representativo para la economía, teniendo en cuenta los grandes recursos hídricos con que se cuenta.

### Transporte
Prestan sus servicios las empresas Rionegro y Gómez Villa.

## Instituciones de educación
- Colegio Departamental Eduardo Santos.
- Instituto Técnico Agropecuario.
- San Rafael Llano Mateo
- IED Luis Carlos Galán
- IERD Gerardo Bilbao ibama
- IERD Uriel Murcia